# 4G
4G je četvrta generacija mobilne mreže koja nasljeđuje 3G. U odnosu na 3G, 4G donosi bolju kvalitetu usluga, uključujući brži mobilni internet. Teoretske brzine iznose i do 150 Mb/s (download) i 50 Mb/s (upload). U praksi, te brzine iznose oko 14 MB/s (download) i 3 MB/s (upload).
Danas se koriste dva 4G sustava - WiMAX i LTE. U Hrvatskoj se koristi LTE.